# Kieshiechi
Kieshiechi är en ö i Marshallöarna.   Den ligger i kommunen Rongelap, i den nordvästra delen av Marshallöarna, 700 km nordväst om huvudstaden Majuro. Arean är 0,12 kvadratkilometer.
Terrängen på Kieshiechi är platt. Öns högsta punkt är 11 meter över havet. 